# 八木沼丈夫
八木沼 丈夫（やぎぬま たけお、1895年（明治28年） - 1944年（昭和19年）12月12日）は、日本の陸軍軍属、歌人。日中戦争（支那事変）において日本軍が本格的に宣撫官を導入するきっかけとなった人物。

## 生涯
1895年（明治28年）、福島県東白川郡常豊村（現塙町）の小学校長の家に生まれる。旧制磐城中学に入学するも、学費を提供してくれていた親族が亡くなったため中退。1913年（大正2年）、志願兵として仙台の連隊に入営。除隊後の1917年（大正6年）には中国大陸へ渡り、1919年（大正8年）に現地で結婚。1929年（昭和4年）、南満州鉄道に入社し、その後関東軍に配属される。
1933年（昭和8年）、満州事変における熱河省攻略作戦で、日本軍が初めて宣撫官を投入することが決まると、宣撫班の班長に任命される。その後も宣撫工作の最高指揮者として主導的な役割を担い続ける。また、宣撫官という呼称自体が八木沼の発案であり、かつて中国に存在した宣撫使という役職からとって名付けたものである。
「大日本軍宣撫官とは大日本軍に対する宣撫官という意味でもあるのだろう。我々は支那人自身を善導する前に、支那人に粗暴に振舞う日本の軍人をまず教育せねばならない」、「宣撫官の拳銃はあくまでも自決のためのものであり、決して現地の民を撃ってはならない。銃弾は2発だけ込めれば十分である」などと述べ、宣撫官は現地の民との友好関係の構築に努めるべきであると訓示した。生涯中国に滞在し続け、満州国の発展に尽力。太平洋戦争（大東亜戦争）中の1944年（昭和19年）、北京にて死歿。
食糧や医薬品などの物質的な支援の充実によって中国人を貧困から救抜しようと考えていた八木沼に対し、むしろ訓練によって現地の民に自助の精神を教え込むのが先決だと唱えた小澤開作とは対立した。
歌人でもあり、アララギ系の短歌結社であった満州短歌の主宰を務めており、斎藤茂吉に傾倒していた。生前唯一の歌集として『長城を踰ゆ』がある。終戦後、香川美人、高橋加寿男が中心となって八木沼丈夫の遺稿を編纂した『遺稿 八木沼丈夫歌集』が発行された。
抗日ゲリラ掃射に従事する討伐隊をうたった軍歌「討匪行（とうひこう）」を作詞（関東軍参謀部嘱託）、作曲および創唱歌手は戦前日本を代表するオペラ歌手であった藤原義江。「討匪行」は1932年（昭和7年）12月に、ビクターレコードより発売されている。